# ویلی بروکمپ
ویلی بروکمپ (هلندی: Willy Brokamp؛ زادهٔ ۲۵ فوریهٔ ۱۹۴۶) بازیکن فوتبال اهل هلند است.

## باشگاهی
از باشگاه‌هایی که در آن بازی کرده‌است می‌توان به باشگاه فوتبال آژاکس آمستردام، باشگاه فوتبال ام‌وی‌وی ماستریخت، و باشگاه فوتبال ام‌وی‌وی ماستریخت، اشاره کرد.

## تیم ملی
وی همچنین در تیم ملی فوتبال هلند بازی کرده‌است.